# Jan & Cuxi Strandbahn
| Kopfbahnhof Streckenanfang |  | FKK-Düne                    | FKK-Düne                    |
| Bahnhof                    |  | Thalassozentrum ahoi!       | Thalassozentrum ahoi!       |
| Bahnhof                    |  | Lesehalle / Leuchtfeuer     | Lesehalle / Leuchtfeuer     |
| Bahnhof                    |  | Wattwagenauffahrt           | Wattwagenauffahrt           |
| Bahnhof                    |  | Haus der Kurverwaltung      | Haus der Kurverwaltung      |
| Bahnhof                    |  | Schirmbar / Adventure Golf  | Schirmbar / Adventure Golf  |
| Bahnhof                    |  | Freibad Steinmarne / Düne 2 | Freibad Steinmarne / Düne 2 |
| Bahnhof                    |  | Strandgaststätte / Düne 1   | Strandgaststätte / Düne 1   |
| Bahnhof                    |  | Strandhaus Döse             | Strandhaus Döse             |
| Bahnhof                    |  | Strandbad Kugelbake         | Strandbad Kugelbake         |
| Bahnhof                    |  | Kugelbake                   | Kugelbake                   |
| Bahnhof                    |  | Kurpark                     | Kurpark                     |
| Bahnhof                    |  | Badehausallee               | Badehausallee               |
| Bahnhof                    |  | Bojenbad                    | Bojenbad                    |
| Bahnhof                    |  | Fährhafen                   | Fährhafen                   |
| Bahnhof                    |  | Seglermesse                 | Seglermesse                 |
| Kopfbahnhof Streckenende   |  | Alte Liebe                  | Alte Liebe                  |

Die Jan & Cuxi Strandbahn, 2024

Die Jan-Cux-Strandbahn an der Endhaltestelle Alte Liebe, 2023

Die Jan & Cuxi Strandbahn (bis 2023 Jan-Cux-Strandbahn) ist eine Wegebahn in Cuxhaven, welche die FKK-Düne in Duhnen mit der Alten Liebe in Döse verbindet und von der Stadtverwaltung betrieben wird. Bis 2004 verkehrte die Jan-Cux-Strandbahn nur zwischen der FKK-Düne und dem Strandhaus Döse, ab da konnte man in die Cuxi-Bahn umsteigen, die dann bis zur Alten Liebe fuhr. Die Cuxi-Bahn wurde von einem privaten Betreiber betrieben, der 2005 aus finanziellen Gründen den Betrieb einstellte und die Bahn nach Köln verkaufte.